# Премія «Сезар» за найкращий сценарій
«Премія „Сезар“ за найкращий оригінальний сценарій» — одна з головних нагород Академії мистецтв та технологій кінематографа Франції, яку вручають за найкращу літературну основу для фільмів у рамках національній кінопремії «Сезар». Премію присуджували у 1983, 1984, 1985 роках, а з 2006 року — регулярно. До цього (починаючи з першої церемонії у 1976 році) іменувалася Премія «Сезар» за найкращий оригінальний або адаптований сценарій.

## Переможці та номінанти
Нижче наведено список фільмів, що отримали цю премію, а також номінанти. Імена переможців виділено окремим кольором

## 1983–1985
| Рік  | Українська назва           | Оригінальна назва                 | Автори                        |
| ---- | -------------------------- | --------------------------------- | ----------------------------- |
| 1983 | ★ Повернення Мартіна Герра | Le Retour de Martin Guerre        | Жан-Клод Кар'єр, Даніель Вінь |
| 1983 | Що змусило тікати Давида?  | Qu'est-ce qui fait courir David ? | Елі Шуракі                    |
| 1983 | Інформатор                 | La Balance                        | Боб Свейм, Матьє Фабіані      |
| 1983 | Вигідна партія             | Le Beau Mariage                   | Ерік Ромер                    |
| 1984 | ★ Поранена людина          | L'Homme blessé                    | Патріс Шеро, Ерве Гібер       |
| 1984 | Кохання з першого погляду  | Coup de foudre                    | Діана Кюрі, Ален Ле Анрі      |
| 1984 | Татусі                     | Les Compères                      | Франсіс Вебер                 |
| 1985 | ★ Наша історія             | Notre Histoire                    | Бертран Бліє                  |
| 1985 | Ночі повного місяця        | Les Nuits de la pleine lune       | Ерік Ромер                    |
| 1985 | Відчиніть, поліція!        | Les Ripoux                        | Клод Зіді                     |

## 2000-і
| Рік  | Українська назва                 | Оригінальна назва                  | Автори                                                |
| ---- | -------------------------------- | ---------------------------------- | ----------------------------------------------------- |
| 2006 | ★ Прийди, побач і стань          | Va, vis et deviens                 | Ален-Мішель Блан, Раду Міхайляну                      |
| 2006 | Молодий лейтенант                | Le Petit Lieutenant                | Ксав'є Бовуа, Гійом Брео, Жан-Ерік Труба, Седрік Анже |
| 2006 | Щасливого Різдва                 | Joyeux Noël                        | Крістіан Каріон                                       |
| 2006 | Дитина                           | L'Enfant                           | Жан-П'єр Дарденн, Люк Дарденн                         |
| 2006 | Приховане                        | Caché                              | Міхаель Ганеке                                        |
| 2007 | ★ Патріоти                       | Indigènes                          | Рашид Бушареб, Олів'є Лорель                          |
| 2007 | Коли я був співаком              | Quand j'étais chanteur             | Ксав'є Джаннолі                                       |
| 2007 | Ви такі прекрасні                | Je vous trouve très beau           | Ізабель Мерґо                                         |
| 2007 | Місця у партері                  | Fauteuils d'orchestre              | Крістофер Томпсон, Даніель Томпсон                    |
| 2007 | Жан-Філіпп                       | Jean-Philippe                      | Лоран Тюель, Крістоф Тюрпен                           |
| 2008 | ★ Кус-кус і барабулька           | La Graine et le mulet              | Абделатіф Кешиш                                       |
| 2008 | Життя у рожевому кольорі         | La Môme                            | Олів'є Даан                                           |
| 2008 | 2 дня у Парижі                   | 2 Days in Paris                    | Жюлі Дельпі                                           |
| 2008 | Ті, хто залишаються              | Ceux qui restent                   | Анн Ле Ні                                             |
| 2008 | Мольєр                           | Jean-Philippe                      | Лоран Тірар, Грегуар Вігнерон                         |
| 2009 | ★ Серафіна з Санліса             | Séraphine                          | Мартен Прово, Марк Абдельнур                          |
| 2009 | Перший день життя, що залишилося | Le Premier Jour du reste de ta vie | Ремі Безансон                                         |
| 2009 | Лашкаво прошимо                  | Bienvenue chez les Ch'tis          | Дані Бун, Александр Шарло, Франк Маньє                |
| 2009 | Я так давно тебе кохаю           | Il y a longtemps que je t'aime     | Філіп Клодель                                         |
| 2009 | Різдвяна казка                   | Un conte de Noël                   | Арно Деплешен, Еммануель Бурдьє                       |

## 2010-і
| Рік  | Українська назва                     | Оригінальна назва              | Автори                                                                                |
| ---- | ------------------------------------ | ------------------------------ | ------------------------------------------------------------------------------------- |
| 2010 | ★ Пророк                             | Un prophète                    | Жак Одіар, Тома Бідеґен, Абдель Рауф Дафрі, Нфколас Пефеллі                           |
| 2010 | Спочатку                             | À l'origine                    | Ксав'є Джаннолі                                                                       |
| 2010 | Останній урок                        | La journée de la jupe          | Жан-Поль Лілієнфельд                                                                  |
| 2010 | Ласкаво просимо                      | Welcome                        | Філіпп Льоре, Еммануель Курколь, Олів'є Адам                                          |
| 2010 | Концерт                              | Le concert                     | Раду Міхайляну, Метью Роббінс, Ален-Мішель Блан, Ектор Кабельо Рейєс, Тьєррі Дегранді |
| 2011 | ★ Імена людей                        | Le Nom des gens                | Байя Касмі, Мішель Леклерк                                                            |
| 2011 | Турне                                | Tournée                        | Матьє Амальрік, Філіп Ди Фолько, Том Ґіллоу                                           |
| 2011 | Шурхіт кубиків льоду                 | Le Bruit des glaçons           | Бертран Бліє                                                                          |
| 2011 | Про людей і богів                    | Des hommes et des dieux        | Етьєн Комар, Ксав'є Бовуа                                                             |
| 2011 | Останній Мамонт Франції              | Mammuth                        | Гюстав де Керверн, Бенуа Делепін                                                      |
| 2012 | ★ Управління державою                | L'Exercice de l'État           | П'єр Шоллер                                                                           |
| 2012 | Я оголошую війну                     | La guerre est déclarée         | Валері Донзеллі, Жеремі Елькайм                                                       |
| 2012 | Артист                               | The Artist                     | Мішель Азанавічус                                                                     |
| 2012 | Паліція                              | Polisse                        | Майвенн, Еммануель Берко                                                              |
| 2012 | 1+1                                  | Intouchables                   | Олів'є Накаш, Ерік Толедано                                                           |
| 2013 | ★ Кохання                            | Amour                          | Міхаель Ганеке                                                                        |
| 2013 | Прощавай, Берта, або Похорони бабусі | Adieu Berthe                   | Бруно Подалідес, Дені Подалідес                                                       |
| 2013 | Камілла роздвоюється                 | Camille redouble               | Мод Амлін, Ноемі Львовскі, П'єр-Олів'є Маттей                                         |
| 2013 | Корпорація «Святі мотори»            | Holy Motors                    | Леос Каракс                                                                           |
| 2013 | За кілька годин до весни             | Quelques heures de printemps   | Стефан Брізе, Флоренс Віньон                                                          |
| 2014 | ★ 9 місяців суворого режиму          | 9 mois ferme                   | Альбер Дюпонтель                                                                      |
| 2014 | Альцест на велосипеді                | Alceste à bicyclette           | Філіп Ле Гюе                                                                          |
| 2014 | Незнайомець на озері                 | L'Inconnu du lac               | Ален Ґіроді                                                                           |
| 2014 | Минуле                               | Le Passé                       | Асгар Фархаді                                                                         |
| 2014 | Сюзанна                              | Suzanne                        | Катель Кілевере, Маріетт Десерт                                                       |
| 2015 | ★ Тімбукту                           | Timbuktu                       | Абдеррахман Сіссако, Кессан Талл                                                      |
| 2015 | Сім'я Бельє                          | La Famille Bélier              | Вікторія Бедос, Станіслас Карре де Мальбер, Ерік Лартіґо, Тома Бідеґен                |
| 2015 | Винищувачі                           | Les Combattants                | Тома Кайє, Клод Ле Пейп                                                               |
| 2015 | Гіппократ                            | Hippocrate                     | Тома Лілті, Байа Касмі, Жульєн Лілті та П'єр Шоссон                                   |
| 2015 | Зільс-Марія                          | Sils Maria                     | Олів'є Ассаяс                                                                         |
| 2016 | ★ Мустанг                            | Mustang                        | Деніз Ґамзе Ерґювен, Аліс Вінокур                                                     |
| 2016 | «Діпан»                              | Dheepan                        | Ное Дебре Тома Бідеґен, Жак Одіар                                                     |
| 2016 | «Маргарита»                          | Marguerite                     | Ксав'є Джаннолі                                                                       |
| 2016 | «Молода кров»                        | La Tête haute                  | Еммануель Берко, Марсія Романо                                                        |
| 2016 | «Три спогади моєї юності»            | Trois souvenirs de ma jeunesse | Арно Деплешен, Жулі Пейр                                                              |
| 2017 | ★ «Водний ефект»                     | L'Effet aquatique              | Сольвейг Анспах та Жан-Люк Ґаже                                                       |
| 2017 | «Божественні»                        | Divines                        | Ромайн Компан, Уда Беніаміна та Малік Риму                                            |
| 2017 | «У ліжку з Вікторією»                | Victoria                       | Жустін Тріє                                                                           |
| 2017 | «Моя краля»                          | Ma Loute                       | Брюно Дюмон                                                                           |
| 2017 | «Невинні»                            | Les Innocentes                 | Сабріна Б. Карін, Аліс Віаль, Паскаль Боніцер та Анн Фонтен                           |
| 2018 | ★ «120 ударів на хвилину»            | 120 battements par minute      | Робен Кампійо                                                                         |
| 2018 | «1+1=Весілля»                        | Le Sens de la fête             | Ерік Толедано та Олів'є Накаш                                                         |
| 2018 | «Барбара»                            | Barbara                        | Матьє Амальрік та Філіпп ді Фолко                                                     |
| 2018 | «Дрібний фермер»                     | Petit Paysan                   | Клод Ле Пап та Юбер Шаруель                                                           |
| 2018 | «Сире»                               | Grave                          | Джулія Дюкорно                                                                        |
| 2019 | ★ «Опіка»                            | Jusqu'à la garde               | Ксав'є Легран                                                                         |
| 2019 | «Щось не так з тобою»                | En liberté !                   | П'єр Сальвадорі, Бенжамін Шарбі та Бенуа Граффін                                      |
| 2019 | «Щасливі невдахи»                    | Le Grand Bain                  | Жиль Лелуш, Ахмед Гаміді та Жульєн Ламброшіні                                         |
| 2019 | «Гі»                                 | Guy                            | Алекс Лутц, Анаїс Дебан та Тібо Сегуен                                                |
| 2019 | «Опіканець»                          | Pupille                        | Жанна Еррі                                                                            |